# بطولة تونس لكرة السلة للرجال 2019–20
بطولة تونس لكرة السلة للرجال 2019–20 هو الموسم رقم 65 من بطولة تونس لكرة السلة للرجال.

فاز بهذا الموسم الاتحاد الرياضي المنستيري.

## روابط خارجية
- الموقع الرسمي للجامعة التونسية لكرة السلة.